# 24190 Xiaoyunyin
24190 Xiaoyunyin este un asteroid din centura principală de asteroizi.

## Descriere
24190 Xiaoyunyin este un asteroid din centura principală de asteroizi. A fost descoperit pe 6 decembrie 1999 la Socorro, New Mexico, în cadrul proiectului LINEAR. Asteroidul prezintă o orbită caracterizată de o semiaxă mare de 2,75 ua, o excentricitate de 0,06 și o înclinație de 5,8° în raport cu ecliptica.